# Молодіжний чемпіонат світу з футболу 2017
Чемпіонат світу з футболу серед молодіжних команд 2017 — двадцятий перший розіграш молодіжного чемпіонату світу з футболу, що проходив в Південній Кореї з 20 травня до 11 червня 2017 року. Участь у змаганні взяли 24 молодіжні збірні.
Цей чемпіонат став четвертим великим футбольним турніром, який приймали корейці. Корея вже приймала Кубок конфедерацій 2001, чемпіонат світу з футболу 2002 та Кубок світу з футболу серед 17-річних 2007.
Чемпіоном світу вперше стала молодіжна збірна Англії, срібним призером і також вперше стала молодіжна збірна Венесуели, а італійці вперше стали бронзовими призерами.

## Вибір господаря
До 15 травня 2013 свої заявки на проведення чемпіонату підтвердили 12 країн.
- Азербайджан
- Бахрейн
- Англія (пізніше відкликали заявку)[4]
- Франція
- Ірландія
- Мексика
- Польща
- Саудівська Аравія
- ПАР (пізніше відкликали заявку)[5]
- Південна Корея
- Туніс
- Україна

Остаточне рішення про те, хто буде господарем чемпіонату було прийнято на засіданні Виконавчого комітету ФІФА в Бразилії 5 грудня 2013 року. Південна Корея отримала права на проведення молодіжного чемпіонату світу 2017.

## Учасники
Окрім господарів збірної Південної Кореї на чемпіонат кваліфікувались ще 23 збірні.
| Конфедерація                                                     | Кваліфікаційний турнір                                   | Учасники                                   |
| ---------------------------------------------------------------- | -------------------------------------------------------- | ------------------------------------------ |
| АФК (Азія)                                                       | Господар                                                 | Південна Корея                             |
| АФК (Азія)                                                       | Чемпіонат АФК U-19 2016                                  | Іран Японія Саудівська Аравія В'єтнам1     |
| КАФ (Африка)                                                     | Чемпіонат Африки U-20 2017                               | Гвінея Сенегал ПАР Замбія                  |
| КОНКАКАФ (Північна, Центральна Америка та зона Карибського моря) | Чемпіонат КОНКАКАФ U-20 2017                             | Коста-Рика Гондурас Мексика США            |
| КОНМЕБОЛ (Південна Америка)                                      | Чемпіонат Південної Америки серед молодіжних команд 2017 | Аргентина Еквадор Уругвай Венесуела        |
| ОФК (Океанія)                                                    | Чемпіонат ОФК U-20 2016                                  | Нова Зеландія Вануату1                     |
| УЄФА (Європа)                                                    | Юнацький чемпіонат Європи (U-19) 2016                    | Англія Франція Німеччина Італія Португалія |

1. ↑  Збірні, що дебютують.

## Арени
| Чхонан                                                                                                 | Теджон                     | Інчхон                     |
| --- | -------------------------- | -------------------------- |
| «Чхонан»                                                                                               | Стадіон Кубка світу Теджон | Футбольний стадіон Інчхона |
| Місткість: 26,000                                                                                      | Місткість: 40,535          | Місткість: 20,891          |
| |                            |                            |
| Чхонан Теджон Інчхон Согвіпхо Чонджу СувонМолодіжний чемпіонат світу з футболу 2017 (Республіка Корея) |                            |                            |
| Согвіпхо                                                                                               | Чонджу                     | Сувон                      |
| Стадіон Кубка світу Чеджу                                                                              | Стадіон Кубка світу Чонджу | Стадіон Кубка світу Сувон  |
| Місткість: 35,657                                                                                      | Місткість: 42,477          | Місткість: 43,959          |
| |                            |                            |

## Організація чемпіонату
Основні етапи в організації турніру:
- 23 листопада 2015 оголошено розклад матчів.[6]
- Послами турніру від Південної Кореї стали відомі футболісти Ан Джон Хван та Пак Чі Сон.[7]
- Офіційна емблема та гасло («Trigger the Fever») були оприлюднені 16 червня 2016.[8]
- Офіційний талісман, Chaormi, був представлений 25 серпня 2016.[9]
- Детальна програма добровольця чемпіонату була запроваджена 1 листопада 2016 (оголошена 18 жовтня 2016).[10]
- Офіційні плакати були випущені 27 жовтня 2016.[11]
- Квитки надійшли у продаж 1 листопада 2016[12], продаж квитків почався 2 січня 2017.[13] 16 березня 2017 квитки поступили у відкриту продажу для всіх охочих.[14]
- Місцева група NCT Dream була обрана організаційним комітетом для виконання офіційного гімну чемпіонату.[15]

## Жеребкування
| Кошик 1                                                                      | Кошик 2                                                   | Кошик 3                                                   | Кошик 4                                 |
| ---------------------------------------------------------------------------- | --------------------------------------------------------- | --------------------------------------------------------- | --------------------------------------- |
| Південна Корея (господар – Група A) Португалія Уругвай Франція США Німеччина | Мексика Аргентина Нова Зеландія Сенегал Японія Коста-Рика | Замбія Гондурас Англія Саудівська Аравія Італія Венесуела | Еквадор ПАР Іран В'єтнам Гвінея Вануату |

## Груповий турнір

### Група A
| М  | Команда        | І | В | Н | П | МЗ | МП | РМ | О |
| -- | -------------- | - | - | - | - | -- | -- | -- | - |
| 1. | Англія         | 3 | 2 | 1 | 0 | 5  | 1  | +4 | 7 |
| 2. | Південна Корея | 3 | 2 | 0 | 1 | 5  | 2  | +3 | 6 |
| 3. | Аргентина      | 3 | 1 | 0 | 2 | 6  | 5  | +1 | 3 |
| 4. | Гвінея         | 3 | 0 | 1 | 2 | 1  | 9  | −8 | 1 |

| 20 травня 2017 16:30 |

| Аргентина | 0–3              | Англія                                               |
| --------- | ---------------- | ---------------------------------------------------- |
|           | Протокол (англ.) | Калверт-Льюїн 38' Армстронг 52' Соланке 90+3' (пен.) |

| Стадіон Кубка світу Чонджу, Чонджу Глядачів: 15,510 Арбітр: Мохаммед Абдулла Хассан Мохамед (ОАЕ) |

| 20 травня 2017 20:00 |

| Південна Корея                               | 3–0              | Гвінея |
| -------------------------------------------- | ---------------- | ------ |
| Лі Син У 36' Лім Мін-Хьон 76' Пек Син-Хо 81' | Протокол (англ.) |        |

| Стадіон Кубка світу Чонджу, Чонджу Глядачів: 37,500 Арбітр: Хуліо Баскуньян (Чилі) |

| 23 травня 2017 17:00 |

| Англія  | 1–1              | Гвінея          |
| ------- | ---------------- | --------------- |
| Кук 53' | Протокол (англ.) | Томорі 59' (аг) |

| Стадіон Кубка світу Чонджу, Чонджу Глядачів: 5,992 Арбітр: Хоель Агілар (Сальвадор) |

| 23 травня 2017 20:00 |

| Південна Корея                     | 2–1              | Аргентина  |
| ---------------------------------- | ---------------- | ---------- |
| Лі Син У 18' Пек Син-Хо 42' (пен.) | Протокол (англ.) | Торрес 50' |

| Стадіон Кубка світу Чонджу, Чонджу Глядачів: 27,058 Арбітр: Джюнейт Чакир (Туреччина) |

| 26 травня 2017 20:00 |

| Англія     | 1–0              | Південна Корея |
| ---------- | ---------------- | -------------- |
| Дауелл 56' | Протокол (англ.) |                |

| Стадіон Кубка світу Сувон, Сувон Глядачів: 35,279 Арбітр: Сезар Артуро Рамос (Мексика) |

| 26 травня 2017 20:00 |

| Гвінея | 0–5              | Аргентина                                             |
| ------ | ---------------- | ----------------------------------------------------- |
|        | Протокол (англ.) | Торрес 33' Л. Мартінес 43', 79' Сарачо 50' Сенесі 74' |

| Стадіон Кубка світу Чеджу, Согвіпхо Глядачів: 4,545 Арбітр: Віктор Кашшаї (Угорщина) |

### Група B
| М  | Команда   | І | В | Н | П | МЗ | МП | РМ  | О |
| -- | --------- | - | - | - | - | -- | -- | --- | - |
| 1. | Венесуела | 3 | 3 | 0 | 0 | 10 | 0  | +10 | 9 |
| 2. | Мексика   | 3 | 1 | 1 | 1 | 3  | 3  | 0   | 4 |
| 3. | Німеччина | 3 | 1 | 1 | 1 | 3  | 4  | −1  | 4 |
| 4. | Вануату   | 3 | 0 | 0 | 3 | 4  | 13 | −9  | 0 |

| 20 травня 2017 14:00 |

| Венесуела             | 2–0              | Німеччина |
| --------------------- | ---------------- | --------- |
| Пенья 51' Кордова 54' | Протокол (англ.) |           |

| Стадіон Кубка світу Теджон, Теджон Глядачів: 5,049 Арбітр: Гехад Гріша ( Єгипет) |

| 20 травня 2017 17:00 |

| Вануату              | 2–3              | Мексика                                 |
| -------------------- | ---------------- | --------------------------------------- |
| Кало 52' Вілкінс 62' | Протокол (англ.) | Маганья 10' Сіснерос 25' Альварес 90+4' |

| Стадіон Кубка світу Теджон, Теджон Глядачів: 6,251 Арбітр: Сергій Карасьов (Росія) |

| 23 травня 2017 17:00 |

| Венесуела                                                                            | 7–0              | Вануату |
| ------------------------------------------------------------------------------------ | ---------------- | ------- |
| Веласкес 30' Кордова 42', 73' Пеньяранда 46' Фаріньєс 56' (пен.) Уртадо 82' Соса 89' | Протокол (англ.) |         |

| Стадіон Кубка світу Теджон, Теджон Глядачів: 1,495 Арбітр: Кім Чон-Хьок (Південна Корея) |

| 23 травня 2017 20:00 |

| Мексика | 0–0              | Німеччина |
| ------- | ---------------- | --------- |
|         | Протокол (англ.) |           |

| Стадіон Кубка світу Теджон, Теджон Глядачів: 4,388 Арбітр: Янні Сіказве (Замбія) |

| 26 травня 2017 17:00 |

| Мексика | 0–1              | Венесуела   |
| ------- | ---------------- | ----------- |
|         | Протокол (англ.) | Кордова 33' |

| Стадіон Кубка світу Сувон, Сувон Глядачів: 5,040 Арбітр: Йонас Ерікссон (Швеція) |

| 26 травня 2017 17:00 |

| Німеччина                 | 3–2              | Вануату       |
| ------------------------- | ---------------- | ------------- |
| Баду 27' Резе 32' Йоа 50' | Протокол (англ.) | Кало 52', 77' |

| Стадіон Кубка світу Чеджу, Согвіпхо Глядачів: 3,175 Арбітр: Вальтер Лопес (Гватемала) |

### Група C
| М  | Команда    | І | В | Н | П | МЗ | МП | РМ | О |
| -- | ---------- | - | - | - | - | -- | -- | -- | - |
| 1. | Замбія     | 3 | 2 | 0 | 1 | 6  | 4  | +2 | 6 |
| 2. | Португалія | 3 | 1 | 1 | 1 | 4  | 4  | 0  | 4 |
| 3. | Коста-Рика | 3 | 1 | 1 | 1 | 2  | 2  | 0  | 4 |
| 4. | Іран       | 3 | 1 | 0 | 2 | 4  | 6  | −2 | 3 |

| 21 травня 2017 14:00 |

| Замбія                    | 2–1              | Португалія  |
| ------------------------- | ---------------- | ----------- |
| Чілуф'я 51' Ф. Сакала 76' | Протокол (англ.) | Елдер 90+1' |

| Стадіон Кубка світу Чеджу, Согвіпхо Глядачів: 4,356 Арбітр: Сезар Артуро Рамос (Мексика) |

| 21 травня 2017 17:00 |

| Іран          | 1–0              | Коста-Рика |
| ------------- | ---------------- | ---------- |
| Мехдіхані 81' | Протокол (англ.) |            |

| Стадіон Кубка світу Чеджу, Согвіпхо Глядачів: 4,896 Арбітр: Йонас Ерікссон (Швеція) |

| 24 травня 2017 17:00 |

| Замбія                                        | 4–2              | Іран                  |
| --------------------------------------------- | ---------------- | --------------------- |
| Ф. Сакала 54' Мвепу 59' Е. Банда 65' Дака 71' | Протокол (англ.) | Шекарі 7', 49' (пен.) |

| Стадіон Кубка світу Чеджу, Согвіпхо Глядачів: 2,060 Арбітр: Антоніо Матео Лаос (Іспанія) |

| 24 травня 2017 20:00 |

| Коста-Рика       | 1–1              | Португалія           |
| ---------------- | ---------------- | -------------------- |
| Марін 48' (пен.) | Протокол (англ.) | Гонсалвіс 32' (пен.) |

| Стадіон Кубка світу Чеджу, Согвіпхо Глядачів: 3,147 Арбітр: Абдулрахман Аль-Джассім (Катар) |

| 27 травня 2017 17:00 |

| Коста-Рика | 1–0              | Замбія |
| ---------- | ---------------- | ------ |
| Делі 15'   | Протокол (англ.) |        |

| Чхонан, Чхонан Глядачів: 4,506 Арбітр: Метью Конгер (Нова Зеландія) |

| 27 травня 2017 17:00 |

| Португалія                  | 2–1              | Іран      |
| --------------------------- | ---------------- | --------- |
| Гонсалвіс 54' Мехр 86' (аг) | Протокол (англ.) | Шекарі 4' |

| Футбольний стадіон Інчхона, Інчхон Глядачів: 6,085 Арбітр: Родді Самбрано (Еквадор) |

### Група D
| М  | Команда | І | В | Н | П | МЗ | МП | РМ | О |
| -- | ------- | - | - | - | - | -- | -- | -- | - |
| 1. | Уругвай | 3 | 2 | 1 | 0 | 3  | 0  | +3 | 7 |
| 2. | Італія  | 3 | 1 | 1 | 1 | 4  | 3  | +1 | 4 |
| 3. | Японія  | 3 | 1 | 1 | 1 | 4  | 5  | −1 | 4 |
| 4. | ПАР     | 3 | 0 | 1 | 2 | 1  | 4  | −3 | 1 |

| 21 травня 2017 17:00 |

| ПАР             | 1–2              | Японія             |
| --------------- | ---------------- | ------------------ |
| Томіясу 7' (аг) | Протокол (англ.) | Огава 48' Доан 72' |

| Стадіон Кубка світу Сувон, Сувон Глядачів: 8,091 Арбітр: Метью Конгер (Нова Зеландія) |

| 21 травня 2017 20:00 |

| Італія | 0–1              | Уругвай    |
| ------ | ---------------- | ---------- |
|        | Протокол (англ.) | Амарал 76' |

| Стадіон Кубка світу Сувон, Сувон Глядачів: 9,128 Арбітр: Вальтер Лопес (Гватемала) |

| 24 травня 2017 17:00 |

| ПАР | 0–2              | Італія                          |
| --- | ---------------- | ------------------------------- |
|     | Протокол (англ.) | Орсоліні 23' (пен.) Фавіллі 57' |

| Стадіон Кубка світу Сувон, Сувон Глядачів: 5,931 Арбітр: Родді Самбрано (Еквадор) |

| 24 травня 2017 20:00 |

| Уругвай                        | 2–0              | Японія |
| ------------------------------ | ---------------- | ------ |
| Скіаппакассе 38' Олівера 90+1' | Протокол (англ.) |        |

| Стадіон Кубка світу Сувон, Сувон Глядачів: 7,978 Арбітр: Шимон Марциняк (Польща) |

| 27 травня 2017 20:00 |

| Уругвай | 0–0              | ПАР |
| ------- | ---------------- | --- |
|         | Протокол (англ.) |     |

| Футбольний стадіон Інчхона, Інчхон Глядачів: 7,707 Арбітр: Сергій Карасьов (Росія) |

| 27 травня 2017 20:00 |

| Японія        | 2–2              | Італія                |
| ------------- | ---------------- | --------------------- |
| Доан 22', 50' | Протокол (англ.) | Орсоліні 3' Паніко 7' |

| Чхонан, Чхонан Глядачів: 10,003 Арбітр: Гехад Гріша ( Єгипет) |

### Група E
| М  | Команда       | І | В | Н | П | МЗ | МП | РМ | О |
| -- | ------------- | - | - | - | - | -- | -- | -- | - |
| 1. | Франція       | 3 | 3 | 0 | 0 | 9  | 0  | +9 | 9 |
| 2. | Нова Зеландія | 3 | 1 | 1 | 1 | 3  | 3  | 0  | 4 |
| 3. | Гондурас      | 3 | 1 | 0 | 2 | 3  | 6  | −3 | 3 |
| 4. | В'єтнам       | 3 | 0 | 1 | 2 | 0  | 6  | −6 | 1 |

| 22 травня 2017 17:00 |

| Франція                         | 3–0              | Гондурас |
| ------------------------------- | ---------------- | -------- |
| Огюстен 15' Харіт 44' Тер'є 81' | Протокол (англ.) |          |

| Чхонан, Чхонан Глядачів: 2,947 Арбітр: Андрес Кунья (Уругвай) |

| 22 травня 2017 20:00 |

| В'єтнам | 0−0              | Нова Зеландія |
| ------- | ---------------- | ------------- |
|         | Протокол (англ.) |               |

| Чхонан, Чхонан Глядачів: 6,975 Арбітр: Сіді Аліум (Камерун) |

| 25 травня 2017 17:00 |

| Франція                            | 4−0              | В'єтнам |
| ---------------------------------- | ---------------- | ------- |
| Тюрам 18' Огюстен 22', 45' Поа 52' | Протокол (англ.) |         |

| Чхонан, Чхонан Глядачів: 4,672 Арбітр: Норбер Ауата (Таїті) |

| 25 травня 2017 20:00 |

| Нова Зеландія                   | 3–1              | Гондурас     |
| ------------------------------- | ---------------- | ------------ |
| Бівен 1', 56' (пен.) Ешворт 23' | Протокол (англ.) | Альварес 50' |

| Чхонан, Чхонан Глядачів: 6,074 Арбітр: Дієго Хара (Перу) |

| 28 травня 2017 15:00 |

| Нова Зеландія | 0–2              | Франція               |
| ------------- | ---------------- | --------------------- |
|               | Протокол (англ.) | Сен-Максімен 22', 37' |

| Стадіон Кубка світу Теджон, Теджон Глядачів: 4,280 Арбітр: Кім Чон-Хьок (Південна Корея) |

| 28 травня 2017 15:00 |

| Гондурас                | 2–0              | В'єтнам |
| ----------------------- | ---------------- | ------- |
| Круз 76' Альварес 90+3' | Протокол (англ.) |         |

| Стадіон Кубка світу Чонджу, Чонджу Глядачів: 10,427 Арбітр: Мохаммед Абдулла Хассан Мохамед (ОАЕ) |

### Група F
| М  | Команда           | І | В | Н | П | МЗ | МП | РМ | О |
| -- | ----------------- | - | - | - | - | -- | -- | -- | - |
| 1. | США               | 3 | 1 | 2 | 0 | 5  | 4  | +1 | 5 |
| 2. | Сенегал           | 3 | 1 | 1 | 1 | 2  | 1  | +1 | 4 |
| 3. | Саудівська Аравія | 3 | 1 | 1 | 1 | 3  | 4  | −1 | 4 |
| 4. | Еквадор           | 3 | 0 | 2 | 1 | 4  | 5  | −1 | 2 |

| 22 травня 2017 17:00 |

| Еквадор                 | 3–3              | США                                 |
| ----------------------- | ---------------- | ----------------------------------- |
| Ліно 5' Кабесас 7', 64' | Протокол (англ.) | Сарджент 36', 54' де ла Торре 90+4' |

| Футбольний стадіон Інчхона, Інчхон Глядачів: 3,886 Арбітр: Бйорн Кейперс (Нідерланди) |

| 22 травня 2017 20:00 |

| Саудівська Аравія | 0–2              | Сенегал            |
| ----------------- | ---------------- | ------------------ |
|                   | Протокол (англ.) | Ньян 13' Дьянь 15' |

| Футбольний стадіон Інчхона, Інчхон Глядачів: 5,110 Арбітр: Віктор Кашшаї (Угорщина) |

| 25 травня 2017 17:00 |

| Еквадор     | 1−2              | Саудівська Аравія |
| ----------- | ---------------- | ----------------- |
| Кайседо 89' | Протокол (англ.) | Аль-Яамі 7', 84'  |

| Футбольний стадіон Інчхона, Інчхон Глядачів: 3,496 Арбітр: Сіді Аліум (Камерун) |

| 25 травня 2017 20:00 |

| Сенегал | 0−1              | США          |
| ------- | ---------------- | ------------ |
|         | Протокол (англ.) | Сарджент 34' |

| Футбольний стадіон Інчхона, Інчхон Глядачів: 5,864 Арбітр: Андрес Кунья (Уругвай) |

| 28 травня 2017 18:00 |

| Сенегал | 0–0              | Еквадор |
| ------- | ---------------- | ------- |
|         | Протокол (англ.) |         |

| Стадіон Кубка світу Чонджу, Чонджу Глядачів: 11,047 Арбітр: Антоніо Матео Лаос (Іспанія) |

| 28 травня 2017 18:00 |

| США        | 1–1              | Саудівська Аравія |
| ---------- | ---------------- | ----------------- |
| Леннон 40' | Протокол (англ.) | Аль-Амрі 74'      |

| Стадіон Кубка світу Теджон, Теджон Глядачів: 5,460 Арбітр: Дієго Хара (Перу) |